# Augusti 2009
| Augusti 2009 |
| Månader under 2009: Januari · Februari · Mars · April · Maj · Juni · Juli · Augusti · September · Oktober · November · December ← December 2008 · Januari 2010 → |

## Händelser
- 1 augusti – Två personer dödas när en maskerad man öppnar eld mot en grupp ungdomar vid ett center för homosexuella i Tel Aviv, Israel.[1]
- 11 augusti – Hovet offentliggör att den svenska prinsessan Madeleine och hennes fästman Jonas Bergström har förlovat sig och att deras bröllop ska äga rum någon gång under 2010.
- 14 augusti – En extrem hagelstorm drabbar Trollhättan med omnejd.
- 19 augusti – Första National Domestic Workers Day i Uruguay firas.[2].
- 29 augusti – Den svenske astronauten Christer Fuglesang gör sin andra rymdfärd med rymdfärjan Discovery.
- 30 augusti – I parlamentsvalet i Japan förlorar Liberaldemokratiska partiet regeringsmakten efter mer än 50 års styre. Demokratiska partiet blir största parti.
- 31 augusti – Sverige får sitt första dödsfall i H1N1-influensan.

### Fotnoter
1. ↑  ”Två döda i skottdrama i Tel Aviv”. Sveriges Radio. 1 augusti 2009. http://sverigesradio.se/sida/artikel.aspx?programid=83&artikel=3005270. Läst 18 augusti 2009.
2. ↑  ”National Domestic Workers' Day” (på engelska). Rel-Uita. 19 augusti 2009. Arkiverad från originalet den 13 oktober 2016. https://archive.is/20161013110542/http://www6.rel-uita.org/sindicatos/con_crisitna_otero-eng.htm. Läst 18 september 2012.